# Cheillophota
Cheillophota is een geslacht van vlinders van de familie spinneruilen (Erebidae), uit de onderfamilie Herminiinae.

## Soorten
- C. costistrigata Bethune-Baker, 1908
- C. dinawa Bethune-Baker, 1908
- C. nigra Bethune-Baker, 1908
- C. owgarra Bethune-Baker, 1908